# Saison 3 de Chicago PD
Chronologie
Saison 2 Saison 4
Cet article présente le guide des épisodes de la troisième saison de la série télévisée américaine Chicago PD.

## Généralités
- Au Canada, la saison a été diffusée en simultanée sur le réseau Global.
- Le 3 novembre 2015, NBC commande un épisode supplémentaire[1], portant la saison à 23 épisodes.
- Un épisode qui sera diffusé au printemps servira de backdoor pilot pour une série dérivée juridique potentielle, Chicago Justice[2].

### Synopsis
La série décrit le quotidien de plusieurs patrouilleurs en tenue et de membres de l'unité des renseignements criminels affectés au 21e district du Chicago Police Department...

## Distribution

### Acteurs principaux
- Jason Beghe (VF : Thierry Hancisse) : Sergent Henry « Hank » Voight
- Jon Seda (VF : David Mandineau) : Inspecteur Antonio Dawson
- Sophia Bush (VF : Barbara Delsol) : Inspecteur Erin Lindsay
- Jesse Lee Soffer (VF : Thibaut Belfodi]) : Détective Jay Halstead
- Patrick Flueger (VF : Sébastien Desjours) : Officier Adam Ruzek
- Marina Squerciati (VF : Olivia Nicosia) : Officier Kim Burgess
- LaRoyce Hawkins (VF : Daniel Lobé) : Officier Kevin Atwater
- Amy Morton (VF : Françoise Vallon) : Sergent Trudy Platt
- Brian Geraghty (VF: Alexandre Gillet) : Officier Sean Roman
- Elias Koteas (VF : Christian Gonon) : Inspecteur Alvin Olinsky

### Acteurs récurrents et invités
- Acteurs réguliers de Chicago Med
- Acteurs réguliers de Chicago Fire
- Samuel Hunt (VF: Jérémy Bardeau) : Craig « Mouse » Gurwitch
- Madison McLaughlin : Michelle Sovana[3] (épisodes 1 à 8)
- Clancy Brown : Eddie Little[4] (épisodes 1, 11 et 12)
- Dash Mihok : Jeff Frazier[5] (épisode 3)
- Mariska Hargitay (VF : Dominique Dumont) : sergent Olivia Benson (de L&O:SVU) (épisode 14)
- Ice-T (VF : Jean-Paul Pitolin) : inspecteur Odafin Tutuola (de L&O:SVU) (épisode 14)
- Charisma Carpenter : Brianna Logan[6] (épisodes 15 et 17)
- Philip Winchester : ADA Peter Stone[7] (pilote 'backdoor' de Chicago Justice)
- Nazneen Contractor : Assistant State's Attorney Dawn Harper[8] (pilote 'backdoor' de Chicago Justice)
- Joelle Carter : Lori Nagle[9] (pilote 'backdoor' de Chicago Justice)
- Carl Weathers : State’s Attorney Mark Jefferies[10] (pilote 'backdoor' de Chicago Justice)
- Ryan-James Hatanaka : Daren Okada[11] (pilote 'backdoor' de Chicago Justice)

## Liste des épisodes

### Épisode 1:L'Échange
- États-Unis /  Canada : 30 septembre 2015 sur NBC[12] / Global[13]
- Belgique : 26 août 2016 sur RTL TVI[14]
- Suisse : 31 août 2016 sur RTS Un
- Québec : 8 septembre 2016 sur V
- France : 4 janvier 2017 sur TF1[15]

- États-Unis : 6,65 millions de téléspectateurs[16] (première diffusion)
- Canada : 1,364 million de téléspectateurs[17] (première diffusion + différé 7 jours)
- France : 1,52 million de téléspectateurs[18](première diffusion)

- Markie Post (Bunny, la mère d'Erin)

### Épisode 2:Hanté par le passé
- États-Unis /  Canada : 7 octobre 2015 sur NBC / Global
- Belgique : 26 août 2016 sur RTL TVI[14]
- Suisse : 31 août 2016 sur RTS Un
- Québec : 15 septembre 2016 sur V
- France : 5 janvier 2017 sur TF1

- États-Unis : 6,83 millions de téléspectateurs[19] (première diffusion)
- Canada : 1,435 million de téléspectateurs[20] (première diffusion + différé 7 jours)
- France : 1,06 million de téléspectateurs[18](première diffusion)

### Épisode 3:Un père inquiet
- États-Unis /  Canada : 14 octobre 2015 sur NBC / Global
- Suisse : 31 août 2016 sur RTS Un
- Belgique : 7 septembre 2016 sur RTL TVI
- Québec : 22 septembre 2016 sur V
- France : 5 janvier 2017 sur TF1

- États-Unis : 6,58 millions de téléspectateurs[21] (première diffusion)
- Canada : 1,381 million de téléspectateurs[22] (première diffusion + différé 7 jours)
- France : 800 000 téléspectateurs[18](première diffusion)

### Épisode 4:Une affaire personnelle
- États-Unis /  Canada : 21 octobre 2015 sur NBC / Global
- Belgique : 2 septembre 2016 sur RTL TVI
- Suisse : 7 septembre 2016 sur RTS Un
- Québec : 29 septembre 2016 sur V
- France : 11 janvier 2017 sur TF1

- États-Unis : 6,24 millions de téléspectateurs[23] (première diffusion)
- Canada : 1,333 million de téléspectateurs[24] (première diffusion + différé 7 jours)
- France : 1,57 million de téléspectateurs[25](première diffusion)

### Épisode 5:Arrangement douteux
- États-Unis /  Canada : 28 octobre 2015 sur NBC / Global
- Belgique : 9 septembre 2016 sur RTL TVI
- Suisse : 7 septembre 2016 sur RTS Un
- Québec : 6 octobre 2016 sur V
- France : 12 janvier 2017 sur TF1

- États-Unis : 6,14 millions de téléspectateurs[26] (première diffusion)
- Canada : 1,34 million de téléspectateurs[27] (première diffusion + différé 7 jours)
- France : 933 000 téléspectateurs[25](première diffusion)

- Nick Gehlfuss  : Will Halstead, frère de Jay

### Épisode 6:Faire semblant
- États-Unis /  Canada : 28 octobre 2015 sur NBC / Global
- Belgique : 9 septembre 2016 sur RTL TVI
- Suisse : 14 septembre 2016 sur RTS Un
- Québec : 13 octobre 2016 sur V
- France : 12 janvier 2017 sur TF1

- États-Unis : 6,14 millions de téléspectateurs[26] (première diffusion)
- Canada : 1,34 million de téléspectateurs[27] (première diffusion + différé 7 jours)
- France : 641 000 téléspectateurs[25](première diffusion)

- Nick Gehlfuss frère de Jay Halstead,)

### Épisode 7:Sous son aile
- États-Unis /  Canada : 4 novembre 2015 sur NBC / Global
- Suisse : 14 septembre 2016 sur RTS Un
- Belgique : 16 septembre 2016 sur RTL TVI
- Québec : 20 octobre 2016 sur V
- France : 18 janvier 2017 sur TF1

- États-Unis : 6,48 millions de téléspectateurs[28] (première diffusion)
- Canada : 1,288 million de téléspectateurs[29] (première diffusion + différé 7 jours)
- France : 1,67 million de téléspectateurs[30](première diffusion)

### Épisode 8:L'Informateur
- États-Unis /  Canada : 11 novembre 2015 sur NBC / Global
- Belgique : 16 septembre 2016 sur RTL TVI
- Suisse : 21 septembre 2016 sur RTS Un
- Québec : 27 octobre 2016 sur V
- France : 19 janvier 2017 sur TF1

- États-Unis : 6,79 millions de téléspectateurs[31] (première diffusion)
- Canada : 1,318 million de téléspectateurs[32] (première diffusion + différé 7 jours)
- France : 1,14 million de téléspectateurs[33](première diffusion)

### Épisode 9:Le Bon coupable
- États-Unis /  Canada : 18 novembre 2015 sur NBC / Global
- Suisse : 21 septembre 2016 sur RTS Un
- Belgique : 23 septembre 2016 sur RTL TVI
- Québec : 10 novembre 2016 sur V
- France : 19 janvier 2017 sur TF1

- États-Unis : 6,47 millions de téléspectateurs[34] (première diffusion)
- France : 650 000 téléspectateurs[35](première diffusion)

### Épisode 10:Serment d'hypocrite
- États-Unis /  Canada : 6 janvier 2016 sur NBC[36] / Global
- Belgique : 23 septembre 2016 sur RTL TVI
- Suisse : 28 septembre 2016 sur RTS Un
- Québec : 17 novembre 2016 sur V
- France : 2 février 2017 sur TF1

- États-Unis : 8,75 millions de téléspectateurs[37] (première diffusion)
- Canada : 1,063 million de téléspectateurs[38] (première diffusion + différé 7 jours)

- Brenda Strong : Attorney Green

L'équipe d'Hank Voight mène l'enquête, depuis le Chicago Med, sur les quatre femmes empoisonnées par la chimiothérapie et jamais atteintes de cancer. Jay Halstead découvre qu'il s'agit d'un médecin spécialisé en cancérologie, le Dr Dean Reybold, celui-là même qui s'était occupé de Camille, la femme d'Hank, il y a 6 ans. Erin Lindsay et lui interrogent le cancérologue, mais cela ne donne rien. Pendant ce temps, Sean Roman est suspendu pour avoir tiré sur Ritchie Gibson, le père du petit Andrew Gibson, qui a battu son ex-femme Callie. Kim Burgess est donc contrainte de patrouiller seule, sans son collègue. L'équipe des renseignements reçoit le renfort de la substitut du procureur de la ville, Dana Shelby, pour coincer le cancérologue. Voight et son équipe se rendent au cabinet médical de ce médecin, surprennent une secrétaire en train de détruire les dossiers de ses patientes, puis l'arrêtent pour obstruction à la justice. En rentrant chez lui, le sergent de l'unité se replonge dans les photos souvenirs de sa veuve et lui. Olinsky, Dawson, Atwater et Lindsay recueillent des témoignages d'autres femmes, victimes des mauvais agissements du cancérologue. La fille adoptive d'Hank apporte les copies de 48 dossiers du Dr Reybld sur 57 à Shelby, qui compte poursuivre ce dernier pour escroquerie, mais Erin lui apprend que Voight irait mieux si ce dernier est inculpé pour homicide. Voight découvre que Shelby a passé un accord avec Reybold : interdiction d'exercer pendant un an, plus 5 ans de mises à l'épreuve et 14 millions de dollars de réduction de cas, mais sans preuves formelles d'homicide, elle ne peut rien faire de plus. Voight décide de demander l'aide du Dr Charles du Chicago Med. Celui-ci diagnostique la psychopathie du Dr Reybold, puis apprend le décès de Jessica Pope. Le chef du service psychiatrie du Chicago Med décide d'aller à la rencontre du cancérologue, et entame une discussion avec lui afin de vérifier son diagnostic. 

### Épisode 11:Sommeil de plomb
- États-Unis /  Canada : 13 janvier 2016 sur NBC / Global
- Suisse : 28 septembre 2016 sur RTS Un
- Belgique : 30 septembre 2016 sur RTL TVI
- Québec : 24 novembre 2016 sur V
- France : 2 février 2017 sur TF1

- États-Unis : 7,99 millions de téléspectateurs[39] (première diffusion)
- Canada : 1,35 million de téléspectateurs[40] (première diffusion + différé 7 jours)

### Épisode 12:Boomerang
- États-Unis /  Canada : 20 janvier 2016 sur NBC / Global
- Belgique : 30 septembre 2016 sur RTL TVI
- Suisse : 5 octobre 2016 sur RTS Un
- Québec : 1er décembre 2016 sur V
- France : 2 février 2017 sur TF1

- États-Unis : 6,52 millions de téléspectateurs[41] (première diffusion)
- Canada : 1,351 million de téléspectateurs[42] (première diffusion + différé 7 jours)

### Épisode 13:Badge usurpé
- États-Unis /  Canada : 3 février 2016 sur NBC / Global
- Suisse : 5 octobre 2016 sur RTS Un
- Belgique : 7 octobre 2016 sur RTL TVI
- Québec : 8 décembre 2016 sur V
- France : 9 février 2017 sur TF1

- États-Unis : 7,22 millions de téléspectateurs[43] (première diffusion)
- Canada : 1,343 million de téléspectateurs[44] (première diffusion + différé 7 jours)
- France : 871 000 téléspectateurs[45](première diffusion)

### Épisode 14:L'Enfant maudit
- États-Unis /  Canada : 10 février 2016 sur NBC / Global
- Belgique : 7 octobre 2016 sur RTL TVI
- Suisse : 12 octobre 2016 sur RTS Un
- France : 18 janvier 2017 sur TF1
- Québec : 19 janvier 2017 sur V

- États-Unis : 8,28 millions de téléspectateurs[46] (première diffusion)
- Canada : 1,313 million de téléspectateurs[47] (première diffusion + différé 7 jours)
- France : 2,91 millions de téléspectateurs[48](première diffusion)

- Dallas Roberts (Greg Yates)
- Mariska Hargitay (sergent Olivia Benson)
- Ice-T (inspecteur Odafin Tutuola)

Après s'être échappé du centre de Green Haven de New York avec le Dr Carl Rudnick, avoir blessé son complice, Mike Dodds, puis abattu deux agents de police, deux techniciens d'une compagnie d'électricité et un père de famille, Greg Yates s'est enfui à Chicago. Le sociopathe assassine ensuite quatre infirmières, puis capture une jeune femme rousse, Nellie, qui se révèle être sa sœur cadette. Voight se rend compte que le tueur fait tout ça pour attirer sa fille adoptive dans ses filets et cherche à tout prix à la protéger. La jeune femme reçoit un appel de Yates qui se trouve dans son appartement, mais en s'y rendant avec ses collègues, il s'est déjà enfui, laissant sa sœur derrière lui. Odafin Tutuola et Olivia Benson arrivent à Chicago pour aider l'unité de renseignements. En interrogeant Nelly avec Lindsay, Benson a trouvé un lien entre le nom de famille de la jeune femme (Penelope Williams) et l'historique du téléphone trouvé dans la cellule de Yates. En réalité, le sociopathe souhaiterait confronter la policière chez lui, en Caroline du Nord, dans sa maison d'enfance. 

### Épisode 15:L'Heure de l'interrogation
- États-Unis /  Canada : 17 février 2016 sur NBC / Global
- Suisse : 12 octobre 2016 sur RTS Un
- Belgique : 14 octobre 2016 sur RTL TVI
- Québec : 26 janvier 2017 sur V
- France : 9 février 2017 sur TF1

- États-Unis : 7,45 millions de téléspectateurs[49] (première diffusion)
- Canada : 1,292 million de téléspectateurs[50] (première diffusion + différé 7 jours)
- France : 662 000 téléspectateurs[45](première diffusion)

- Charisma Carpenter (Brianna Logan)
- Kara Killmer
- Rachel DiPillo

### Épisode 16:À la place d'un autre
- États-Unis /  Canada : 24 février 2016 sur NBC / Global
- Belgique : 14 octobre 2016 sur RTL TVI
- Suisse : 5 février 2017 sur RTS Un
- Québec : 2 février 2017 sur V
- France : 9 février 2017 sur TF1

- États-Unis : 6,99 millions de téléspectateurs[51] (première diffusion)
- Canada : 1,221 million de téléspectateurs[52] (première diffusion + différé 7 jours)
- France : 456 000 téléspectateurs[45](première diffusion)

- Sharon Epatha Merkerson
- Eamonn Walker
- David Eigenberg
- Barbara Eve Harris
- Ser'Darius Blain

### Épisode 17:Le Prix d'un ami
- États-Unis /  Canada : 2 mars 2016 sur NBC / Global
- Belgique : 21 octobre 2016 sur RTL TVI
- Suisse : 5 février 2017 sur RTS Un
- Québec : 9 février 2017 sur V
- France : 16 février 2017 sur TF1

- États-Unis : 7,17 millions de téléspectateurs[53] (première diffusion)
- Canada : 1,299 million de téléspectateurs[54] (première diffusion + différé 7 jours)
- France : 791 000 téléspectateurs[55](première diffusion)

- Brian Tee
- Samuel Hunt
- Charisma Carpenter (Brianna Logan)

### Épisode 18:Le Refuge
- États-Unis /  Canada : 23 mars 2016 sur NBC / Global
- Belgique : 21 octobre 2016 sur RTL TVI
- Suisse : 12 février 2017 sur RTS Un
- France : 16 février 2017 sur TF1
- Québec : 16 février 2017 sur V

- États-Unis : 6,27 millions de téléspectateurs[56] (première diffusion)
- Canada : 1,189 million de téléspectateurs[57] (première diffusion + différé 7 jours)
- France : 469 000 téléspectateurs[55](première diffusion)

L'équipe de Voight est appelée pour des coups de feu. Il s'agit d'un refuge pour femmes battues.

### Épisode 19:La Famille rêvée
- États-Unis /  Canada : 30 mars 2016 sur NBC / Global
- Belgique : 28 octobre 2016 sur RTL TVI
- Suisse : 13 février 2017 sur RTS Un
- France : 16 février 2017 sur TF1
- Québec : 23 février 2017 sur V

- États-Unis : 6,79 millions de téléspectateurs[58] (première diffusion)
- Canada : 1,203 million de téléspectateurs[59] (première diffusion + différé 7 jours)
- France : 338 000 téléspectateurs[55](première diffusion)

### Épisode 20:Un bébé abandonné
- États-Unis /  Canada : 4 mai 2016 sur NBC / Global
- Belgique : 28 octobre 2016 sur RTL TVI
- France : 23 février 2017 sur TF1
- Suisse : 20 février 2017 sur RTS Un
- Québec : 2 mars 2017 sur V

- États-Unis : 6,32 millions de téléspectateurs[60] (première diffusion)
- Canada : 1,181 million de téléspectateurs[61] (première diffusion + différé 7 jours)

En répondant à un appel au sujet d'un sac de voyage suspect au Chicago Lakefront, Voight est horrifié de découvrir que le sac contient le corps froid et immobile d'un nouveau-né. Déterminé à trouver le coupable responsable de cet abandon, les renseignements reçoivent une aide prometteuse basée sur des informations fournies par le Chicago Med. 

### Épisode 21:Au-dessus des lois
- États-Unis /  Canada : 11 mai 2016 sur NBC / Global
- Belgique : 4 novembre 2016 sur RTL TVI
- France : 23 février 2017 sur TF1
- Suisse : 27 février 2017 sur RTS Un
- Québec : 9 mars 2017 sur V

- États-Unis : 6,75 millions de téléspectateurs[62] (première diffusion)

### Épisode 22:Des vies volées
- États-Unis /  Canada : 18 mai 2016 sur NBC / Global
- Belgique : 4 novembre 2016 sur RTL TVI
- France : 23 février 2017 sur TF1
- Suisse : 6 mars 2017 sur RTS Un
- Québec : 16 mars 2017 sur V

- États-Unis : 6,93 millions de téléspectateurs[63] (première diffusion)

Lindsay et Halstead découvrent plusieurs cadavres dans une maison, il s'agit d'une famille entière massacrée par arme à feu. Sur les six membres de cette famille (les deux parents et leurs quatre enfants), il y a cependant une survivante, la plus jeune. Elle a vu le tueur mais, profondément choquée,  ne se rappelle pas son visage. L'enquête envisage différentes pistes. 

### Épisode 23:Au fond du trou
- États-Unis /  Canada : 25 mai 2016 sur NBC / Global
- Belgique : 11 novembre 2016 sur RTL TVI
- Suisse : 13 mars 2017 sur RTS Un
- Québec : 23 mars 2017 sur V

- États-Unis : 6,88 millions de téléspectateurs[64] (première diffusion)
- Canada : 1,284 million de téléspectateurs[65] (première diffusion + différé 7 jours)

Mélissa Wilds est retrouvée morte dans un coffre de voiture. Celle-ci avait une petite fille qui se retrouve orpheline.